# Tasmaniai mocsárityúk
A tasmaniai mocsárityúk (Tribonyx mortierii) a madarak (Aves) osztályának a darualakúak (Gruiformes) rendjéhez, ezen belül a guvatfélék (Rallidae) családjához tartozó faj.

## Rendszerezése
A fajt Du Bus de Gisignies belga ornitológus írta le 1840-ben. Egyes szervezetek a Gallinula nembe sorolják Gallinula mortierii néven.

## Előfordulása
Az Ausztráliához tartozó Tasmania szigetén honos. Természetes élőhelyei a mérsékelt övi gyepek, édesvízi mocsarak, lápok, tavak, folyók és patakok környékén. Állandó, nem vonuló faj.

## Megjelenése
Testhossza 51 centiméter, testtömege 400 gramm. Rövid szárnyai miatt nem tud repülni.

## Életmódja
A táplálkozásához feltétlenül rövid füvű területek kellenek. Rovarokkal és a réteken élő növények leveleivel és magvaival táplálkozik.

## Szaporodása
A fajra a  csoportos költési mód jellemző. Akadhatnak monogám rendszerben élő párok is, de a többség 3-13 tagú csoportokban él. A csoportokban lehet, hogy több hím és kevesebb tojó él együtt, de előfordulhatnak kevés hímből és sok tojóból álló csoportok is.
A csoport tojói valamennyien egyetlen közös fészekbe helyezik el tojásaikat. Az együtt fészkelő madarak többnyire rokonságban állnak egymással.
A monogám párkapcsolatban élő madaraknál is (ahol egy fészekben egy tojó rak csak tojásokat) az előző két fészekalj fiatal madarai segítenek fiatalabb testvéreik felnevelésében.
A jobb táplálékellátottságú években akár két költésre is sor kerülhet egy szezonban, és a szokásos tojónkénti öt tojás helyett akár kilenc-tíz tojást is rakhatnak. A fajnak sok ellensége van – betelepített ragadozó emlősök (vörös róka, házi macska, elvadult kutyák), erszényes ördög, tasman varjú és héják –, így szükség van a jobb években a több utódra, hogy hosszú távon a populáció egyedszáma fennmaradhasson. A költés sikeressége nagyban függ a fészek megfelelő módon való elrejtésétől és a fészkelőhely és a táplálkozóhelyek biztonságos megközelíthetőségétől.
A csoport elfoglal egy territóriumot, melyet sok éven át használnak. Egy-egy sikeres csoport leszármazottai fokozatosan az összes környező territóriumot elfoglalhatják, így egy adott területen élő madarak mind közeli rokonai egymásnak.
|  |  |

## Természetvédelmi helyzete
A faj korábban igen elterjedt madár volt szerte Ausztráliában. A kontinens fokozatos kiszáradása miatt élőhelyeinek java részét elveszítette, és nagyjából 4700 évvel ezelőtt a kontinensről ki is halt. Ehhez feltehetően nagyban hozzájárult, hogy nagyjából ebben az időszakban jelent meg Ausztráliában a dingó, amelyik könnyen el tudta kapni ezt a röpképtelen madarat.
Tasmania szigetére sosem jutott el a dingó, és itt még bőven vannak nedves rétek és mocsarak, így itt nagyszámú populációja tudott fennmaradni. Azonban a fehér telepesek megérkezése és tartós megtelepedése miatt korábbi élőhelyeinek egy részén táplálékkonkurensek jelentek meg. A juhok, szarvasmarhák és főleg a betelepített üregi nyulak miatt sok kedvező helyről eltűnt.
Mindezek ellenére jelenleg még nagyszámú populációi élnek szerte a szigeten. A fajt egyelőre nem tartják veszélyeztetettnek, de a Tasmaniában nemrég meghonosodott vörös rókák miatt később változhat a természetvédelmi besorolása. A 2007-es állománybecslések szerint a rókák száma egyelőre nagyon alacsony, és az ausztrál természetvédelmi hatóságok mindent megtesznek azért, hogy ez így is maradjon.

## Fordítás
- Ez a szócikk részben vagy egészben  a   Tasmanisches Pfuhlhuhn című német Wikipédia-szócikk ezen változatának fordításán alapul.  Az eredeti cikk szerkesztőit annak laptörténete sorolja fel. Ez a jelzés csupán a megfogalmazás eredetét és a szerzői jogokat jelzi, nem szolgál a cikkben szereplő információk forrásmegjelöléseként.